# Il mio nome è vendetta
Il mio nome è vendetta è un film italiano del 2022 diretto da Cosimo Gomez.

## Trama
Santo, ex sicario per conto della 'ndrangheta, vive tranquillamente in Südtirol con la sua famiglia. Scovato però da due criminali, che uccidono parte della sua famiglia, fugge a Milano insieme alla figlia Sofia. I due organizzano insieme la loro vendetta.

## Distribuzione
Il film è stato distribuito internazionalmente su Netflix il 30 novembre 2022.